# Trifenylfosfin

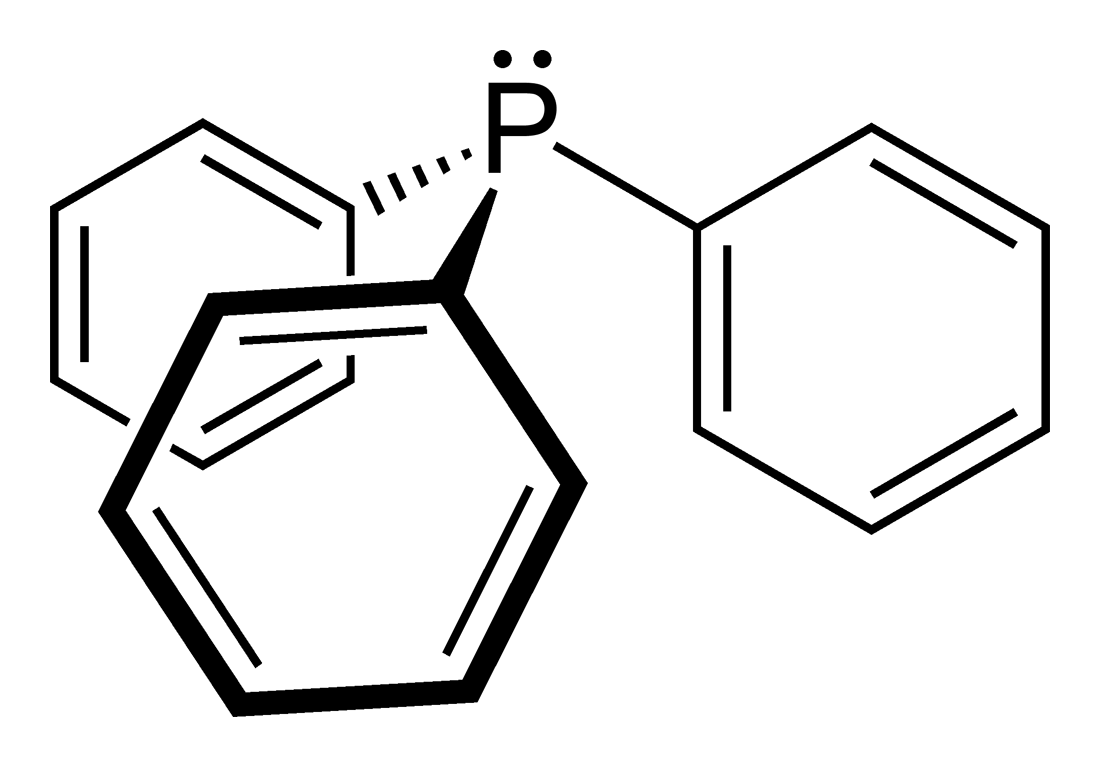
Strukturní vzorec trifenylfosfinu

Trifenylfosfin (systematický název trifenylfosfan) je organická sloučenina fosforu s chemickým vzorcem P(C6H5)3, často zkracovaným jako PPh3 nebo Ph3P. Široce se používá při syntéze organických a organokovových sloučenin. PPh3 má při pokojové teplotě podobu bezbarvých krystalů, na vzduchu relativně stálých. Rozpouští se v nepolárních organických rozpouštědlech, například benzenu nebo diethyletheru.

## Příprava, struktura, zacházení
Trifenylfosfin lze připravovat v laboratoři reakcí chloridu fosforitého s fenylmagnesiumbromidem nebo s fenyllithiem. V průmyslovém měřítku se trifenylfosfin připravuje reakcí mezi chloridem fosforitým, chlorbenzenem a sodíkem. Molekula PPh3 má pyramidový tvar s chirálním vrtulovitým uspořádáním tří fenylových kruhů. Pevnost PPh3 přispívá ke snadné krystalizaci jeho derivátů.